# Gabriel Bermúdez Castillo
Pour les articles homonymes, voir Castillo.
Gabriel Bermúdez Castillo, né  le 29 juin 1934 à Valencia et mort le 19 mai 2019, est un écrivain espagnol de science-fiction.

## Biographie
Notaire à Almería, il réside à Carthagène.

## Œuvres
- (es) El Mundo Hokun, Javalambre, coll. « Atanor », 1971
- (es) Viaje a un planeta Wu-Wei, Acervo, coll. « Ciencia Ficción », 1976
- (es) La piel del infinito, Dronte, coll. « Nueva Dimensión », 1978
- (es) El señor de la rueda, Albia, coll. « Ficción », 1978
- (es) Golconda, Acervo, coll. « Ciencia Ficción », 1987
- (es) El hombre estrella, Ultramar, coll. « Grandes Éxitos de Bolsillo/Ciencia Ficción », 1988
- (es) Salud mortal, Miraguano, coll. « Futurópolis », 1993
- (es) Instantes estelares, Miraguano, coll. « Futurópolis », 1994
- (es) Demonios en el Cielo, Jose Antono Aroz Editor, coll. « Espiral CF », 2001
- (es) El país del pasado, Ediciones B, coll. « Nova CF », 2003